# رشيد محمدوف
رشيد ماجوميدجادجييفيتش محمدوف (بالروسية: Рашид Магомедгаджиевич Магомедов؛ مواليد 14 مايو 1984) هو مُقاتل فنون قتالية مختلطة روسي.

## وصلات خارجية
- رشيد محمدوف على موقع يو إف سي (الإنجليزية)
- رشيد محمدوف على موقع شيردوغ (الإنجليزية)
- رشيد محمدوف على موقع Tapology.com (الإنجليزية)
- رشيد محمدوف على موقع IMDb (الإنجليزية)